# Mombasa Municipal Stadium
Mombasa Municipal Stadium – to wielofunkcyjny stadion w Mombasie w Kenii. Jest używany głównie dla meczów piłki nożnej oraz zawodów lekkoatletycznych. Swoje mecze rozgrywają na nim drużyny piłkarskie Bandari Mombasa i Congo JMJ United. Stadion może pomieścić 10 000 osób.